# 科热
科热（法語：Caugé，法語發音：[koʒe]）是法国厄尔省的一个市镇，属于埃夫勒区。

## 地理
科热（49°1'30"N, 1°2'4"E）面积11.61 平方千米，位于法国诺曼底大区厄尔省，该省份为法国北部内陆省份，北起滨海塞纳省，西接奧恩省和卡爾瓦多斯省，南至厄尔-卢瓦省，东临瓦兹省、瓦兹河谷省和伊夫林省。
与科热接壤的市镇（或旧市镇、城区）包括：伊通河畔拉博讷维尔、克拉维尔、费里耶尔欧克洛谢、戈维尔拉康帕涅、帕维尔、圣塞巴斯蒂安-德莫尔桑。

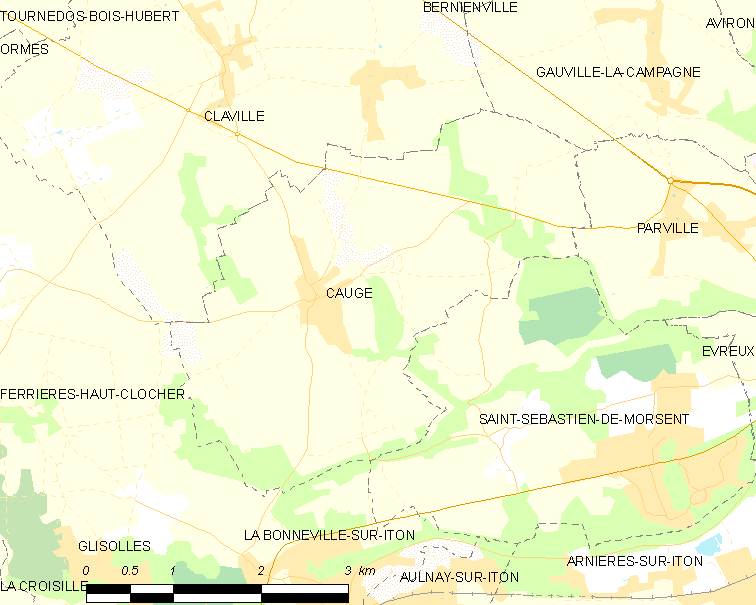
科热的OSM定位图

科热的时区为UTC+01:00、UTC+02:00（夏令时）。

## 行政
科热的邮政编码为27180，INSEE市镇编码为27132。

## 政治
科热所属的省级选区为乌什地区孔什县。

## 人口

1962-2008年间科热人口变化图示

科热于2022年1月1日时的人口数量为817人。